# 約翰·史塔克
約翰·史塔克（英語：John Stark，1728年8月28日—1822年5月8日），新罕布什爾州民兵軍官，美國獨立戰爭時期大陸軍將領。新罕布什爾州的格言「不自由，毋寧死」（Live free or die）出自他手。
史塔克是蘇格蘭移民後裔，在新罕布什爾州土生土長。法國印第安戰爭爆發後，史塔克加入羅傑斯的遊騎兵，輾轉參與多場戰事。戰後史塔克辭退軍職，回到家鄉務農經商。1775年美國獨立戰爭爆發，史塔克即時徵召新罕布什爾州民兵趕往麻薩諸塞州增援，並獲當時的麻省自治政府委任為新罕布什爾的民兵上校。史塔克隨即參與波士頓之圍，並且在邦克山戰役中一戰成名。
史塔克的部隊在1776年正式編入大陸軍行伍，並參與特倫頓戰役及普林斯頓戰役。稍後喬治·華盛頓派史塔克回鄉徵召民兵，但史塔克卻不滿大陸會議未有將自己擢升為准將，憤而退出大陸軍。新罕布什爾州政府隨後委任史塔克為該州的民兵准將。1777年薩拉托加戰役期間，史塔克與佛蒙特的綠山兄弟會攜手作戰，於班寧頓戰役中大破英軍。這場勝利令到約翰·伯戈因最終在薩拉托加陷入包圍，被迫向美國投降。史塔克憑此戰功而聲名大噪，並終於獲大陸議會任命為大陸軍准將。此後史塔克留在紐約州、羅德島州和新澤西州一帶作戰。他在戰爭結束後獲擢升為榮譽少將，卻沒有參與政治。他選擇回家務農，最後在1822年以93歲高齡去世。

## 早年
史塔克生於1728年8月28日新罕布什爾殖民地倫敦德利鎮。他的父母是蘇格蘭移民，在1720年移居北美務農。後來史塔克因家園遭到火災焚毀，而搬遷到德利菲爾德（今日曼徹斯特），並以蒸餾松節油為業。
史塔克的童年歲月不詳。他在24歲（1752年春季）與友人外出打獵，遭到北美原住民阿本拿基族伏擊俘虜，並且押到加拿大聖方濟囚禁。當時新英格蘭殖民地與北美原住民有長期土地衝突：殖民者在擴張時不斷佔據阿本拿基族的打獵區域，而原住民則經常突襲搶掠殖民者的房屋財產。阿本拿基族是新法蘭西的盟友，時常突襲及擄拐外出的殖民者。他們通常會把幼童撫養成人，以擴充部族；至於青年或成年男女，則賣給法裔移民充當奴僕，或者向新英格蘭索取贖金。史塔克在聖方濟與同伴一同遭受夾道笞刑，但他卻奮起奪棒反抗，反而贏得阿本拿基族人尊重。隨後數個月，史塔克逐漸融入部族生活。他在7月15日被帶到蒙特利爾，並恰好遇上麻薩諸塞灣殖民地的贖票民團，才成功返回家鄉。

## 法國印第安戰爭
1754年，法國印第安戰爭爆發。史塔克與他三個兄弟一同接受羅伯特·羅傑斯的招募，在1755年加入羅傑斯的遊騎兵，協助英國陸軍在尚普蘭湖一帶的荒野作戰。他在1757年陞任上尉，並參與1758年鐘琴堡戰役。1759年，傑弗里·阿美士德派羅傑斯襲擊聖方濟，但史塔克卻念在與阿本拿基族的舊情，而拒絕參與。遊騎兵最終在聖方濟屠殺了不少婦孺，引起極大爭議。
史塔克約莫在1759年至1760年間退出遊騎兵。他很可能是不滿自己陞遷無望，而主動辭退軍職，又或者遭到英軍解任。他在1758年迎娶了伊莉莎白·培治（Elizabeth Page，史塔克暱稱她為莫莉Molly），兩人在1760年於史塔克鎮定居務農，並開設一座鋸木廠。史塔克也在1760年代投資土地，逐漸在地方建立聲望，並公開反對英國向殖民地徵收額外稅項。

## 美國獨立戰爭

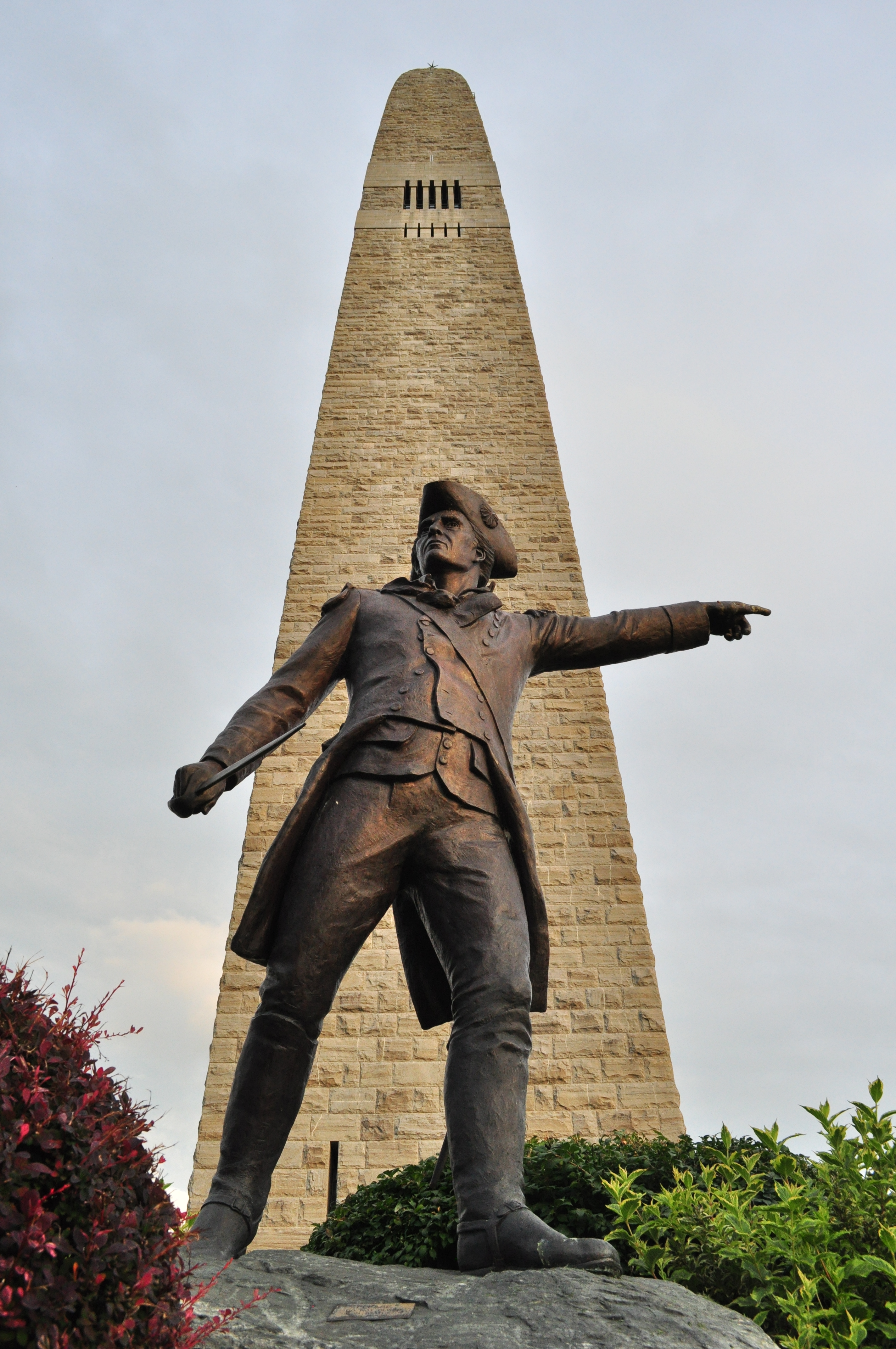
班寧頓戰役紀念碑的史塔克銅像。

1775年4月，麻省發生列星頓和康科德戰役，隨後民兵將北美英軍總司令湯馬士·蓋奇圍困於波士頓，美國獨立戰爭因此爆發。史塔克得悉戰報後，即時騎馬趕往麻省劍橋志願服役。他獲得麻省民兵總司令亞提馬斯·華德任命為中校，並在一星期內編組招募超過800名新罕布什爾民兵。史塔克進而在5月獲任命為上校，指揮第1新罕布什爾軍團。
史塔克在邦克山戰役中指揮民兵重創英軍，一戰成名。不久喬治·華盛頓抵達麻省，開始將民兵編組成大陸軍，而史塔克則繼續參與波士頓圍城戰。由於史塔克個性直率，令到他經常與其他軍官有所爭執。英軍撤出波士頓後，史塔克在1776年初跟隨華盛頓到紐約市防守，然後再調到尚普蘭湖區域，協助遠征加拿大失敗的大陸軍撤退。他在這段時間開始與佛蒙特的綠山兄弟會有所合作，而他的能力也備受霍雷肖·蓋茨稱許。
1776年底，華盛頓的部隊在紐約及新澤西戰役接連受挫，一直向賓夕法尼亞州撤退，美國革命陷入崩潰危機。史塔克的民兵在冬季由紐約州南下增援，並在特倫頓戰役中擔任先鋒，向黑森傭兵發動刺刀衝鋒。大陸軍在這場戰役大獲全勝，扭轉革命劣勢。史塔克亦參與普林斯頓戰役，然後與民兵返回家鄉過冬，並重新招募部隊。當時新罕布什爾州只有約翰·沙利文一人擔任准將，當大陸議會在1777年初為新罕布什爾新增一個准將名額時，史塔克認為自己是不二人選，不料議會卻任命以諾·普爾為准將。史塔克認為自己的年資與實戰功績都比普爾優勝，憤而向議會辭去軍職。
1777年6月，約翰·伯戈因率領英軍經尚普蘭湖南侵，計劃進攻奧爾巴尼，引發薩拉托加戰役。他先在7月初攻陷提康德羅加堡，再在哈巴德頓戰役擊潰大陸軍的敗兵，引發佛蒙特和新罕布什爾兩地恐慌。在危機之下，史塔克接受新罕布什爾州議會的任命，擔任該州民兵准將，特許他在大陸軍以外獨立行事。雖然大陸議會其後否決新罕布什爾州的任命，但史塔克並未理會。他在一星期內便協助新罕布什爾州議會徵召超過1,500名士兵，並在8月短暫增援本傑明·林肯的大陸軍。
史塔克其後自行領兵離開，與西斯·華納的綠山兄弟會合作，伏擊到新罕布什爾贈地搜掠補給的英軍。他在8月16日的班寧頓戰役重創英軍，令到伯戈因損失近1,000人的可作戰部隊。這項功績也促使大陸議會擢升史塔克為大陸軍的准將。隨後史塔克由東面加入薩拉托加戰事，令到伯戈因陷入包圍，而被迫向美國投降。
薩拉托加戰役後，史塔克負責守備奧爾巴尼一帶的戰線。他一方面要應付日益增強的英軍及原住民侵襲，另一方面又要調解新罕布什爾、紐約與佛蒙特三地的土地爭議。1778年史塔克調到羅德島州蓋茨麾下，並在1779年10月率軍佔領英國棄守的紐波特。其後史塔克調到新澤西州，健康卻逐漸惡化，最終在1780年辭職返鄉休養。1781年，史塔克獲任命為北軍總司令，再次坐鎮奧爾巴尼，直到1782年被斯特靈勳爵威廉·亞歷山大接任為止。

## 晚年

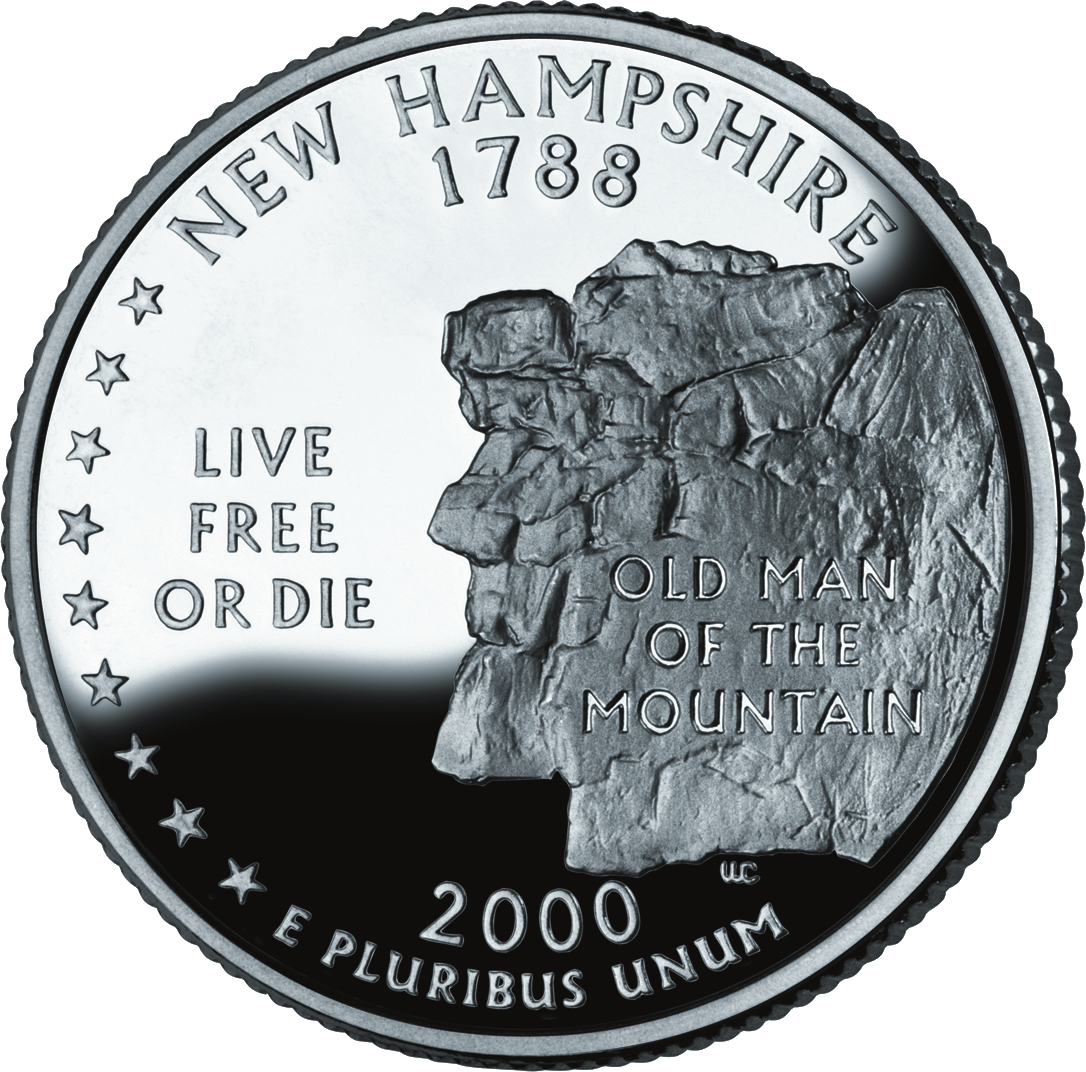
新罕布什爾州2000年發行的美國50州25美分紀念幣，上面鑄有該州的格言：「不自由，毋寧死」（Live Free or Die）。這句格言取自史塔克在1809年的一封書信。

獨立戰爭結束後，史塔克回到出生地德利菲爾德務農，並開始低調生活。史塔克雖然在戰後擁有隆重聲望，卻對從政不感興趣，他也反對退役軍人創立辛辛那提會。大陸議會在1786年任命史塔克為名譽少將。踏入1800年代，史塔克的身體逐漸轉差而不能遠行。他在1809年婉拒出值班寧頓戰役的紀念儀式，但向委員會送上致辭信件。他在信中結尾的句子前半段，在1945年被定為新罕布什爾州的格言：
|               | 不自由，毋寧死：死亡並非世間最為不幸的事。 Live free, or die: Death is not the worst of evils. |
| ——約翰·史塔克 |                                                                                                |

史塔克在晚年鮮有公開表達政治意見，但他與湯瑪斯·傑佛遜和詹姆斯·麥迪遜兩名美國總統一直有書信往來。當英國在1810年代初與美國關係惡化時，史塔克罕有地公開表態，請求國民提防英國擴張。他也支持美國發動1812年戰爭。1822年5月8日，史塔克在家中以93歲高齡逝世。他是當時美國獨立戰爭最後三名在生的美國將軍，另外兩人分別是湯瑪斯·薩姆特（1832年去世）及拉法葉侯爵（1834年去世）。